# Dendrobium acaciifolium
Dendrobium acaciifolium är en orkidéart som beskrevs av Johannes Jacobus Smith. Dendrobium acaciifolium ingår i släktet Dendrobium, och familjen orkidéer. Inga underarter finns listade i Catalogue of Life.